# NGC 2504
NGC 2504 (również PGC 22414 lub UGC 4152) – galaktyka znajdująca się w gwiazdozbiorze Małego Psa. Odkrył ją Albert Marth 25 marca 1864 roku.